# 토요일 밤에
"토요일 밤에"는 한국에서 제작된 이성구 감독의 1974년 드라마 영화이다. 신일룡 등이 주연으로 출연하였고 한갑진 등이 제작에 참여하였다.

## 출연

### 주연
- 신일룡
- 박지영
- 박남옥